# Zakarine
Zakarine (Luang Prabang, 16 luglio 1840 – Luang Prabang, 25 marzo 1904) è stato re di Luang Prabang dal 1895 al 1904.
Era anche noto come Sakkarin, Sakharine, Sackarine, Zackarine e Zacharine.

## Biografia

### Giovinezza
Nacque il 16 luglio 1840 con il nome di Kham-Souk, maggiore tra i figli del futuro re Oun Kham e della regina Sri Ambali. Crebbe a Luang Prabang e venne educato privatamente, come di consuetudine per le persone ricche, e gli fu conferito il titolo di Raja Varman dopo la nomina a terzo dignitario.

### Attività militare
Fu comandante dell'esercito nazionale durante l'invasione degli Haw dal 1874 al 1877 e nuovamente dal 1885 al 1887, fuggendo a giugno a Bangkok dopo che la capitale venne saccheggiata.

### Reggenza
A 47 anni, nell'aprile del 1888, fu nominato reggente dal re Chulalongkorn del Siam. Da sovrano provvisorio, il 3 ottobre 1893, venne costretto ad accettare il protettorato francese sul suo regno dopo che il padre lo approvò.

### Regno
Il 15 dicembre 1895, a 55 anni, succedette al padre come re e venne incoronato il 14 luglio 1896. Durante il suo regno, durato otto anni, produsse riforme importanti su sollecitazione della Francia, quali l'abolizione della schiavitù, quindi la libertà degli schiavi e l'uguaglianza di tutti i sudditi dinanzi alla legge. Morì a causa di un'emorragia cerebrale il 25 marzo 1904, all'età di 63 anni.

## Discendenza
- Zakarine ebbe nove mogli, dieci figli e sette figlie. La prima moglie fu Thongdy (? - Luang Prabang, 1948), sorella maggiore della principessa Chanthy (ottava moglie del re).[2]
- Con la seconda, Thongsy (Luang Prabang, 1855 - Luang Prabang, 8 maggio 1930), figlia di un ministro di Stato nonché importante principe, ebbe:[2]
  - S.M. il Re Sisavang Vong (Luang Prabang, 14 luglio 1885 - Luang Prabang, 29 ottobre 1959), nato con il nome Khao;
  - S.A.R. il Principe Duang Chandra;
  - S.A.R. il Principe Sri Sunjaya. In Thailandia ebbe quattro figli e due figlie;
  - S.A.R. la Principessa Dungsiri, fu la seconda moglie di Boun Khong (1857-1920), viceré di Luang Prabang. Ebbero quattro figli e tre figlie.
- Con la terza, Pheng Norindr, ebbe:[2]
  - S.A.R. il Principe Rangsiri (deceduto in giovane età);
  - S.A.R. il Principe Varman Kaeva Sri Salumsakti (Luang Prabang, 1885 - Luang Prabang, 1969), sposò in prime nozze la principessa Sangkham. Rimasto vedovo sposò la cugina paterna e principessa Bouasy. Ebbe discendenti da entrambe le mogli, con un totale di sette figli e quattro figlie;
  - S.A.R. il Principe Suriya Varman.
- Con la quarta, la principessa Indira, ebbe:[2]
  - S.A.R. il Principe Jaya;
  - S.A.R. il Principe Sri Sumangala.
- Con la quinta, la principessa Noukhim, ebbe:[2]
  - S.A.R. la Principessa Khamvaen (n. Luang Prabang, 1891). sposò in prime nozze lo zio Bouaraphanh, con cui ebbe un figlio e una figlia. Rimasta vedova, sposò Phetsarath Ratnavongsa, viceré del Laos (1890-1959), con cui ebbe due figlie;
  - S.A.R. la Principessa Kham-Kene;
  - S.A.R. la Principessa Kham-Kham.
- La sua sesta moglie fu la principessa Bouasi.[2]
- La sua settima moglie fu la principessa Khamune.[2]
- Con l'ottava moglie, la principessa Chanthy, sorella minore della regina Thongdy (prima moglie del re), ebbe:[2]
  - S.M. la Regina Kham-Phane (Luang Prabang, 1896 - Luang Prabang, 10 agosto 1983), seconda moglie del fratellastro e re Sisavang Vong (1885-1959).
- Con la nona, la principessa Khampin, ebbe:[2]
  - S.A.R. la Principessa Kham-Toun (Luang Prabang,1900 circa - Luang Prabang, 1974), sesta moglie del fratellastro e re Sisavang Vong (1885-1959). Ebbero un figlio.
- Dalla principessa Kamana ebbe:[2]
  - S.A.R. il Principe Srestha (n. Luang Prabang, 15 maggio 1898), sposò la principessa Kham-On (annegata accidentalmente nel Mekong il 27 ottobre 1931). Ebbero due figli e quattro figlie.
- Figli di madre sconosciuta furono:[2]
  - S.A.R. il Principe Nhouy;
  - S.A.R. la Principessa Kham-Khim (1859), prima moglie di Boun Khong (1857-1920), viceré di Luang Prabang. Ebbero un figlio.

## Titoli e trattamento
- 16 luglio 1840 - aprile 1888: Sua Altezza Reale, il principe Kham-Souk di Luang Prabang
- aprile 1888 - 15 dicembre 1895: Sua Maestà, il re reggente di Luang Prabang
- 15 dicembre 1895 - 25 marzo 1904: Sua Maestà, il re di Luang Prabang